# 李彦锋 (演员)
李彦锋，中国内地影视男演员，毕业于中央戏剧学院。2016年，出演电视剧《建军大业》。2017年4月，在电影《梨花梦》中饰演男主角王尔烈。2018年，随《刀锋下的替身》剧组做客CCTV-8电视节目《剧说很好看》。同年4月，参演电影《最后一公里》。